# Logone Oriental (Provinz)
Logone Oriental (Ost-Logone) ist eine Provinz des Tschad und entspricht der vormaligen Präfektur gleichen Namens. Ihre Hauptstadt ist Doba. Die Provinz hatte bei der Volkszählung von 2009 779.339 Einwohner.

## Geographie
Logone Oriental hat eine Fläche von 28.035 km², liegt im äußersten Süden des Landes und grenzt an Kamerun und die Zentralafrikanische Republik. Benannt ist die Region nach dem Fluss Logone Oriental, ein Alternativname des Pendé.

### Untergliederung
Logone Oriental ist in sechs Départements unterteilt:
- Pendé mit dem Hauptort Doba
- Kouh Est mit dem Hauptort Bodo
- Kouh Ouest mit dem Hauptort Béboto
- Nya mit dem Hauptort Bébédjia
- Nya Pendé mit dem Hauptort Goré
- Monts de Lam mit dem Hauptort Baïbokoum

## Bevölkerung
Die wichtigste Ethnie in Logone Oriental sind die Ngambay (Sara); daneben leben hier auch Gor, Mboum und Ngoulay.

## Wirtschaft
Es gibt in der Region Erdölvorkommen, die im Rahmen eines – ökologisch und menschenrechtlich umstrittenen, von der Weltbank geförderten – Projektes von einem Konsortium von ExxonMobil, Chevron Texaco und Petronas ausgebeutet werden. Eine Pipeline führt von Doba zum kamerunischen Hafen Kribi.
Die Bevölkerung in Logone Oriental lebt derweil hauptsächlich von Subsistenzwirtschaft und Baumwollanbau.